# Lasse Brander

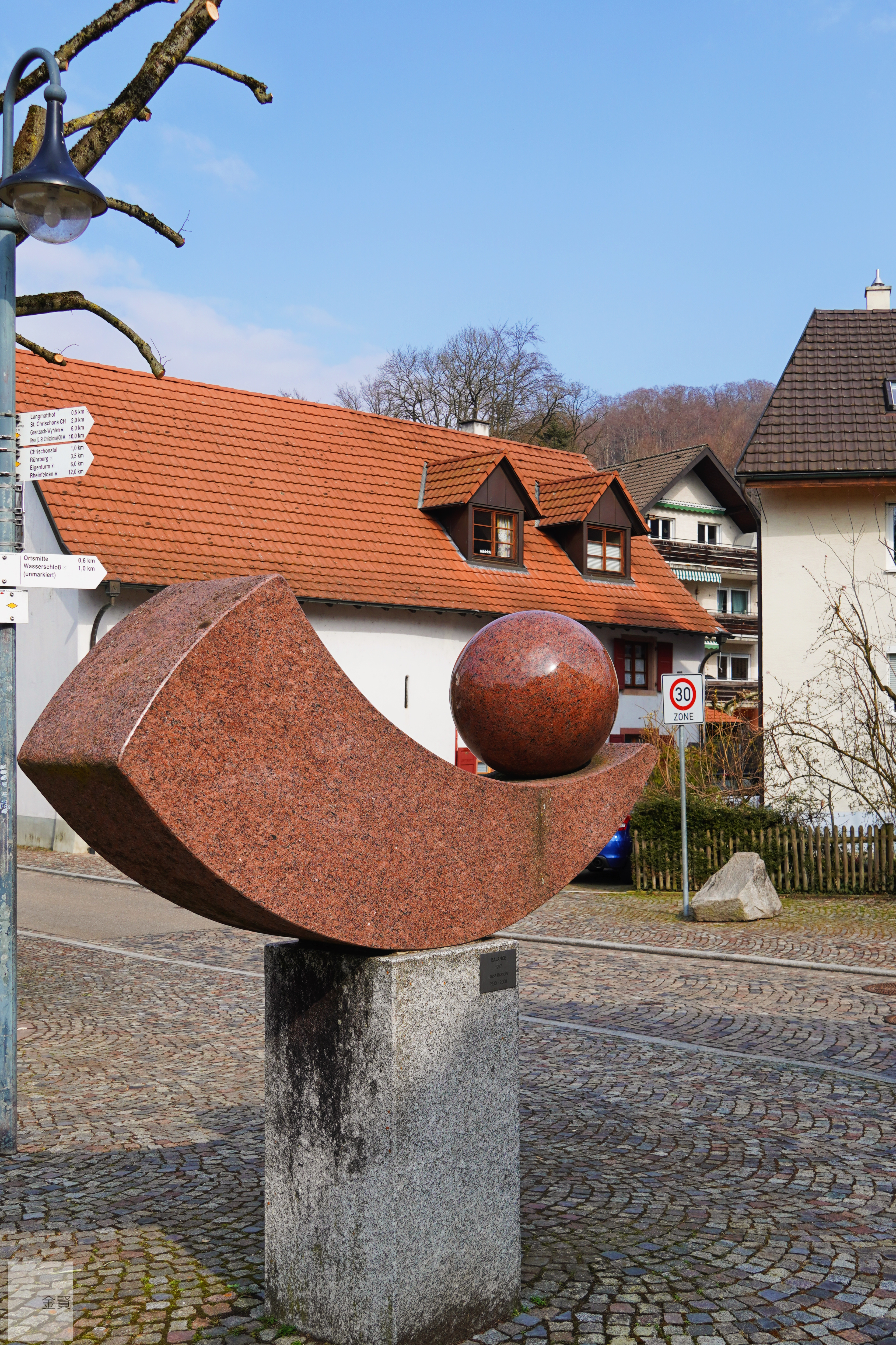
Balans i Inzlingen, från 1997.

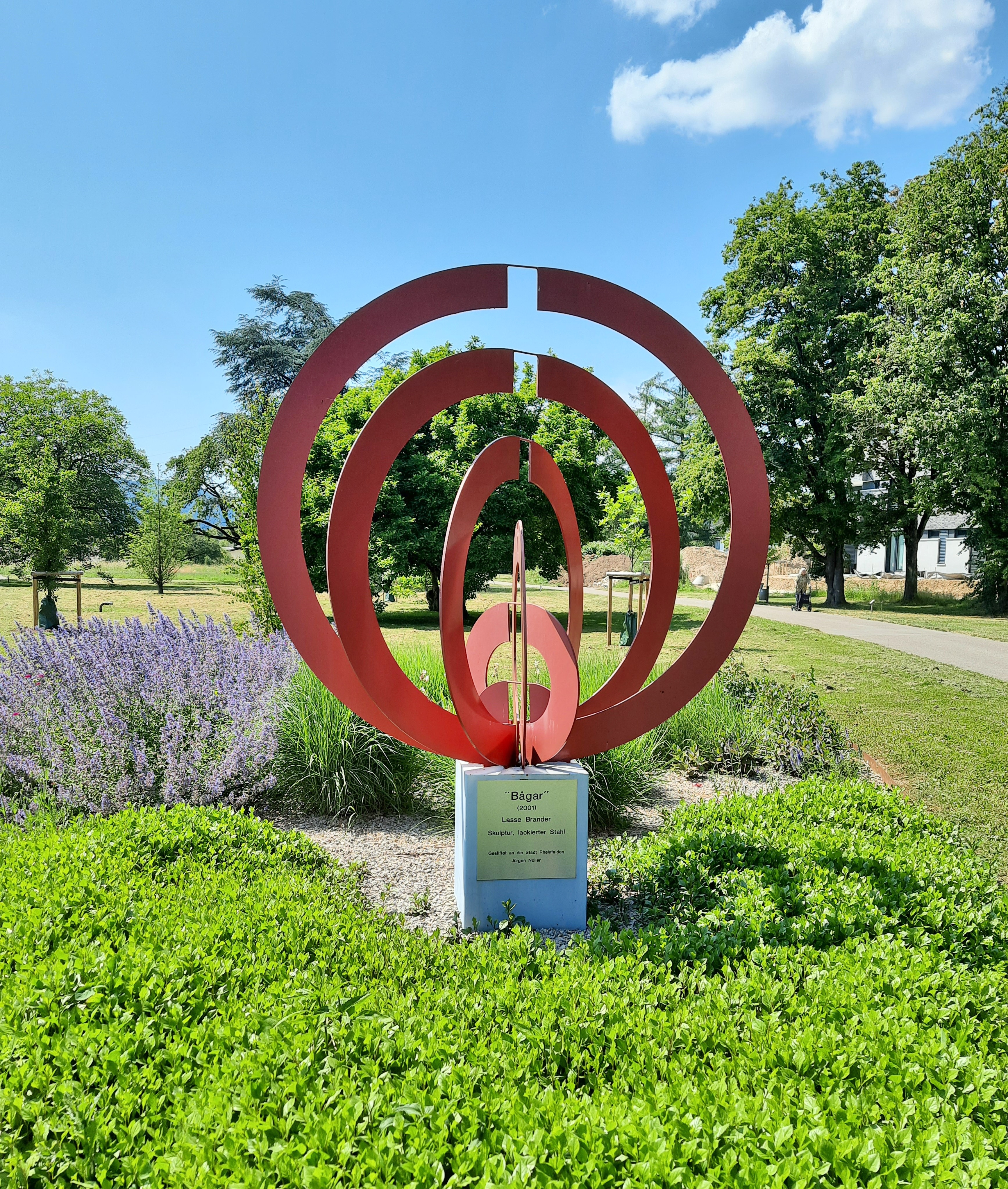
Bågar.

Lars Herbert "Lasse" Brander, född 4 maj 1930 i Stockholm, död 20 november 2008 i Kosta, var en svensk skulptör och gallerist.
Brander har skapat flera offentliga skulpturer i bland annat Sverige och Tyskland. Han arbetade ofta med glas och plexiglas.

## Biografi
Brander var son till baptistpastorn och psalmförfattaren Herbert Brander. Han studerade teologi och pedagogik och arbetade därefter som pastor och ungdomsledare inom Svenska baptistsamfundet och som illustratör och teckningslärare. Han var självlärt skulptör och började praktisera som sådan 1965 innan han 1969 blev skulptör på heltid.
År 1979 flyttade han med hustrun Uta till Inzlingen och öppnade några år senare Galerie Altes Rathaus där. Bland de som ställdes ut där fanns Erik Höglund, Eric Grate och Christian Berg. Galleriet fortsatte under nya ägare när Brander återvände till Sverige, men stängdes 2010.
Paret återvände till Sverige år 2001 och bosatte sig i Konstnärsvillan i Kosta som tidigare var Vicke Lindstrands hem.

## Konstverk
- Inre rörelse, fyra meter hög granitskulptur. Ursprungligen placerad i Weil am Rhein, år 2008 flyttad till Kosta glashus.[5][10]
- Vatten, glas, ljus, fontän av högspänningsisolatorer.[11] Placerad vid Gewerbekanal i Schopfheim.[12]
- Bågar, i lackerat stål, från 2001. Sedan 2017 uppställd i Herbert-King-Park i Rheinfelden.[13]
- Stigande tendens vid Lörracher Skulpturenweg. Beställd av Sparkasse Lörrach-Rheinfelden.[14]